# Le Mystère de la charité de Jeanne d'Arc
Le Mystère de la charité de Jeanne d'Arc écrit par Charles Péguy est une sorte de drame médiéval, à proprement parler un mystère.
Ce terme est employé par l'auteur dans trois œuvres qui forment un ensemble d'une remarquable cohérence : le Mystère de la charité de Jeanne d'Arc (1910), le Porche du Mystère de la deuxième vertu (1911), et le Mystère des Saints Innocents (1912) : il doit donc être entendu dans sa double acception. C'est d'abord une ample méditation sur les mystères, au sens théologique, de l'Incarnation, de la Rédemption et des vertus théologales ; mais c'est aussi un retour aux mystères du Moyen Âge, ce genre théâtral dont Péguy a su retrouver l'esprit. La première de ces trois œuvres met en scène la figure historique de Jeanne d'Arc. Une première version date de 1897, une seconde de 1910, tandis qu'une version posthume, augmentée de deux actes inédits, a été publiée en 1956,. Cette œuvre théâtrale et poétique fait écho au retour au catholicisme de Charles Péguy, mais aussi à ce qu'on peut appeler la crise de 1908-1909 qui revêtit chez le poète un aspect physique, intellectuel et spirituel.

## Histoire de l'œuvre
Le Mystère de la Charité de Jeanne d'Arc est le fruit d'une longue gestation qui remonte à 1895, lorsque Péguy, élève à l'École normale supérieure, travaille à la rédaction d'une histoire de la vie intérieure de Jeanne d'Arc. Dans une lettre du 15 août 1895, il confie à son ami Léon Deshairs sa décision « d'abandonner, pour sa Jeanne d'Arc, l'histoire au profit du drame, et même du drame en vers ». L'œuvre fut d'abord publiée à la fin de 1897, en partie à compte d'auteur, et en partie grâce aux cotisations recueillies auprès d'un petit groupe de camarades ; cette étude tient à la fois de l'histoire et de la méditation personnelle : l'auteur a dépouillé les pièces des Procès de condamnation et de réhabilitation de Jeanne d'Arc publiées par Jules Quicherat ; il prête à son héroïne, tourmentée par l'ardeur de sa charité, la conscience du mal universel et en même temps la révolte contre ce mal et la passion de sauver.
La pièce est ensuite reprise dès 1904 et développée dans une tonalité sombre où domine l'idée de l'impuissance de l'histoire, du péché et de l'échec apparent de la Rédemption. Enfin, au terme d'ajouts successifs, la pièce est publiée le 16 janvier 1910 dans les Cahiers de la Quinzaine ; elle prend toujours pour sujet l'histoire intérieure d'une vocation, mais avec un récit de la Passion, des citations de la Bible et des méditations qui approfondissent les thèmes esquissés en 1897 : l'ouvrage s'éloigne ainsi du théâtre pour évoluer vers un lyrisme de la contemplation. Les trois protagonistes sont toujours présentes et le thème central de leurs échanges est à nouveau la question du mal et de la souffrance dans le monde. « Mais les raisonneuses de 1897 sont devenues des contemplatives, debout, avec Marie, au pied de la croix ». Cette dimension contemplative et mystique fait du Mystère de la charité de Jeanne d'Arc un texte fascinant où l'angoisse de Jeanne répond à l'obsession de la souffrance et de la mort du Christ chez Péguy. Le Mystère de la Charité fait entendre la plainte angoissée de la jeune héroïne devant « la grande pitié qui est au royaume de France » et dont la charité humaine, douloureuse et désespérée, bute sur le spectacle du mal, de l'enfer et de l'injustice universelle. Ainsi, pour Pie Duployé, auteur d'une analyse de l'œuvre de Péguy : « Le Mystère ne révèle ni l'histoire de Jeanne, ni la pensée, fût-elle religieuse, de Péguy, mais sa prière. C'est selon le mot de Bernanos, Jeanne écoutée par Péguy ; la prière de Jeanne telle que Péguy peut l'entendre sortir de son propre cœur, quand il cherche à représenter cette sainte, et à écouter sa prière. »

## Sources
Même s'il s'est profondément documenté au plan historique, Péguy n'a pas voulu faire un ouvrage historique. Il s'est efforcé de reconstituer le cadre et la mentalité du XVe siècle, mais en approfondissant le tourment d'une âme consciente du mal universel et en même temps animée par la charité et la passion de sauver. Ce n'est pas « l'histoire de Jeanne d'Arc » qu'il a écrit, mais « celle de sa vie intérieure », selon ses propres termes. On ne s'étonnera donc pas de voir à quelles sources Péguy a puisé ; il s'en est expliqué lui-même. Il mentionne, dans l'ordre, premièrement, le catéchisme, et dans le catéchisme les sacrements ; deuxièmement la messe, les vêpres, les offices, la liturgie ; troisièmement les évangiles. L'auteur a donc pris le point de vue du peuple, qui comme Jeanne, découvre la foi par le catéchisme, les sacrements et la liturgie. De même, Péguy, après sa conversion, était plus attiré par la liturgie et la prière que par un discours théologique.

## Présentation
Charles Péguy a situé la scène de son drame en 1425, en plein été, sur un coteau de la Meuse, entre les villages de Maxey et de Domremy avec son église. Les trois personnages de ce mystère sont Jeannette, treize ans et demi, Hauviette, son amie, dix ans et quelques mois, et Madame Gervaise, vingt-cinq ans.

### Les personnages
Jeanne est une jeune fille intransigeante dont le regard demeure obstinément fixé sur les réalités visibles, c'est-à-dire le règne du mal et l'impuissance de la grâce : « Je dis ce qui est », répète-t-elle, avouant aussi : « Il est vrai que mon âme est douloureuse à mort ; je suis dans une détresse ». Considérant que « jamais le règne du royaume de la perdition n'avait autant dominé sur la face de la terre », Jeanne en vient à souhaiter « une sainte ... qui réussisse. » Faute d'espérance, Jeanne demeure jusqu'à la fin dans les ténèbres : « Les mauvais succombent à la tentation du mal ; mais les bons succombent à une tentation infiniment pire : à la tentation de croire qu'ils sont abandonnés de vous », dit-elle dans sa prière au Christ.
Hauviette, quant à elle, possède une âme d'enfant qui a placé sa naïve et totale confiance dans celui qu'elle appelle « le bon Dieu », ajoutant : « Je suis bonne chrétienne comme tout le monde, je fais ma prière comme tout le monde […] Travailler, prier, c'est tout naturel, ça, ça se fait tout seul ». La pure innocence du cœur chez cette petite paysanne lui fait atteindre d'emblée un détachement sublime : « Il faut prendre le temps comme il vient [...] Il faut prendre le temps comme le bon Dieu nous l'envoie ». Hauviette symbolise déjà la « petite fille de rien du tout », la petite fille Espérance dont Charles Péguy peindra l'irremplaçable grandeur parmi les trois vertus théologales.
Le rôle de Madame Gervaise, une nonne de Lorraine, prend une ampleur considérable par les méditations que cette jeune moniale développe devant Jeanne : elle tâche de lui expliquer comment la souffrance sert à sauver les âmes, en raison de la réversibilité des mérites : « Dieu, dans sa miséricorde infinie, a bien voulu que la souffrance humaine servît à sauver les âmes ; je dis la souffrance humaine ; la souffrance terrestre ; la souffrance militante ». Car loin de vouloir consoler Jeanne, Madame Gervaise essaie de l'ouvrir à sa propre douleur, de lui faire prendre conscience de ce mystère qui fait que la souffrance divine, le Calvaire, inverse la signification du mal. Gervaise a connu les mêmes angoisses que Jeanne, elle reconnaît avoir, elle aussi, « consommé toute la tristesse d'une âme chrétienne [...] J'ai passé par là », lui dit-elle. Mais ce qui sauve Gervaise de l'angoisse, c'est sa vertu d'humilité, acquise par des années de ferventes prières, vertu qui lui permet de mettre Jeanne en garde contre le péché d'orgueil au moment où la jeune fille affirme qu'elle n'aurait pas trahi Jésus.

### Le sens de l'œuvre
Charles Péguy s'est expliqué lui-même sur le Mystère de la charité de Jeanne d'Arc dans un entretien qu'il eut avec Georges Valois en juin 1910 dans l’Action française : « J'en suis à l'éveil de l'espérance chez Jeanne, à la renaissance de cette vertu qu'on néglige, qu'on oublie de tenir pour nécessaire. On pense bien à la foi, à la charité,... mais on ne songe pas qu'espérer est un devoir chrétien. Jeanne se convainquit qu'elle devait espérer sans motif, sans but, hors d'elle-même, sans savoir comment. Et lorsqu'elle fut remplie d'espérance, alors elle fut pénétrée des moyens de réaliser cette pure espérance. Je continue mon œuvre ». Tant que Jeanne attend un miracle terrestre sans s'abandonner à une totale confiance, il lui est impossible d'entendre ses voix. C'est pour obtenir de Jeanne d'Arc ce mouvement d'espérance pure « sans motif, sans but », que Péguy a écrit ensuite Le Porche du Mystère de la deuxième vertu puis Le Mystère des Saints Innocents dans lesquels Madame Gervaise et la petite fille Espérance vont tâcher de précipiter cette évolution.

## Style
En adoptant le genre du mystère en vogue au Moyen Âge, Charles Péguy a cependant eu l'intelligence de l'écrire « sans un mot d'archaïsme ou qui sente le bibelot ». Empreint de lyrisme et de simplicité, le style poétique de Péguy a d'emblée convaincu plusieurs des écrivains et hommes de lettres contemporains. André Gide, Alain-Fournier, Jacques Rivière ont salué la force et l'authenticité de la langue. Le texte a d'ailleurs été écrit en vue d'être déclamé et écouté, plus que d'être lu. Jacques Copeau, homme de théâtre, a souligné sa beauté après avoir lu l'œuvre entièrement à voix haute. Écrit en vers libres (mais qui n'ont rien de commun avec les vers libres des poètes de l'école symboliste), Le Mystère de la charité de Jeanne d'Arc illustre plutôt ce que Péguy lui-même définissait comme « prose musicale ». Quelques vers en mètres réguliers apparaissent d'ailleurs çà et là comme ces alexandrins :

« O s'il faut, pour sauver de la flamme éternelle
Les corps des morts damnés s'affolant de souffrance,
Abandonner mon corps à la flamme éternelle,
Mon Dieu, donnez mon corps à la flamme éternelle. »

Le poète a choisi une forme intermédiaire entre la prose et la poésie versifiée qui est le verset : très différent dans sa nature du verset de Paul Claudel, le verset de Péguy joue sur « les variations de durée rythmique de ses éléments pour traduire ce jeu perpétuel de la permanence et du mouvement », comme l'a bien noté le professeur Henri Lemaitre.
 Chez Péguy, la composition des œuvres poétiques est elle-même d'essence musicale, avec ses accroissements progressifs, ses rappels furtifs et ses reprises. Le poète s'est aussi attaché à ralentir la lecture par plusieurs procédés, par l'usage du verset, par les blancs, par les jeux de scène, par les phrases restant en suspens, parfois par le volume verbal et par la répétition. Il obtient de la sorte un art qui, imposant la lenteur, favorise une stagnation relative de la pensée et renforce le bruitage des mots ; la répétition oblige à savourer certains mots ; elle ajoute ses effets au rythme de litanie et à l'ampleur de la période : il s'ensuit une lente imprégnation de la conscience et une pénétration intime de l'émotion. C'est un art de la contemplation qui révèle ses richesses aux méditatifs.

## Éditions
L'œuvre publiée en 1910 ne représente que les deux tiers du manuscrit original de Charles Péguy, écrit à l'automne 1909. En 1924, Pierre Péguy fit connaître une partie de la suite inédite.
Le texte intégral fut finalement publiée en 1956 par Albert Béguin.
Certains auteurs, comme Daniel Halévy, considèrent que la publication de 1910 avait été amputée par Péguy pour ne pas donner de clés d'interprétations trop explicites sur sa pièce. D'autres, comme Bernard Guyon, estiment que ces restrictions étaient dues au souci de ne pas éditer une œuvre trop longue, le texte de 1910 étant déjà particulièrement important (250 pages) pour une pièce de théâtre.

## Extrait
« Il y a un trésor des prières, un trésor éternel des prières. La prière de Jésus l'a empli d'un seul coup ; l'a tout empli ; l'a empli infiniment, l'a empli pour éternellement ; cette fois qu'il inventa le Notre Père ; cette fois, cette première fois ; cette unique fois ; la première fois que le Notre Père sortit dans le monde ; […] Jésus, cette fois, d’un seul coup, cette première fois Jésus l’emplit ; l’emplit tout ; pour éternellement. Et il attend toujours que nous le remplissions, voilà ce que n’ont pas compris les docteurs de la terre.
Il y a un trésor des mérites. Il est plein, il est tout plein des mérites de Jésus-Christ. Il est infiniment plein, plein pour éternellement. Il y en a presque de trop ; pour ainsi dire ; pour notre indignité. Il en regorge. Il déborde ; il redéborde ; il en déborde. Il est infini et pourtant nous pouvons y ajouter, voilà ce que n’ont pas compris les docteurs de la terre. Il est plein et il attend que nous l’emplissions. Il est infini et il attend que nous y ajoutions.
Il espère que nous y ajoutions.
Voilà ce que nous devons faire ici-bas. Heureuses quand le bon Dieu, dans sa miséricorde infinie, veut bien accepter nos œuvres, nos prières et nos souffrances pour en sauver une âme. Une âme, une seule âme est d’un prix infini,. »